# بالم (فلوریدا)
بالم (به انگلیسی: Balm) یک منطقهٔ مسکونی در ایالات متحده آمریکا است که در فلوریدا واقع شده‌است. بالم ۲۶٫۳ کیلومتر مربع مساحت و ۱٬۴۵۷ نفر جمعیت دارد و ۳۹٫۹۳ متر بالاتر از سطح دریا قرار دارد.